# Union pour la renaissance/Parti sankariste
L'Union pour la renaissance/Parti sankariste est un parti politique burkinabé dirigé par l'avocat Bénéwendé Sankara (sans aucun lien de parenté avec l'ancien président Thomas Sankara) et par l'économiste Athanase Boudo , qui se réclame du sankarisme.

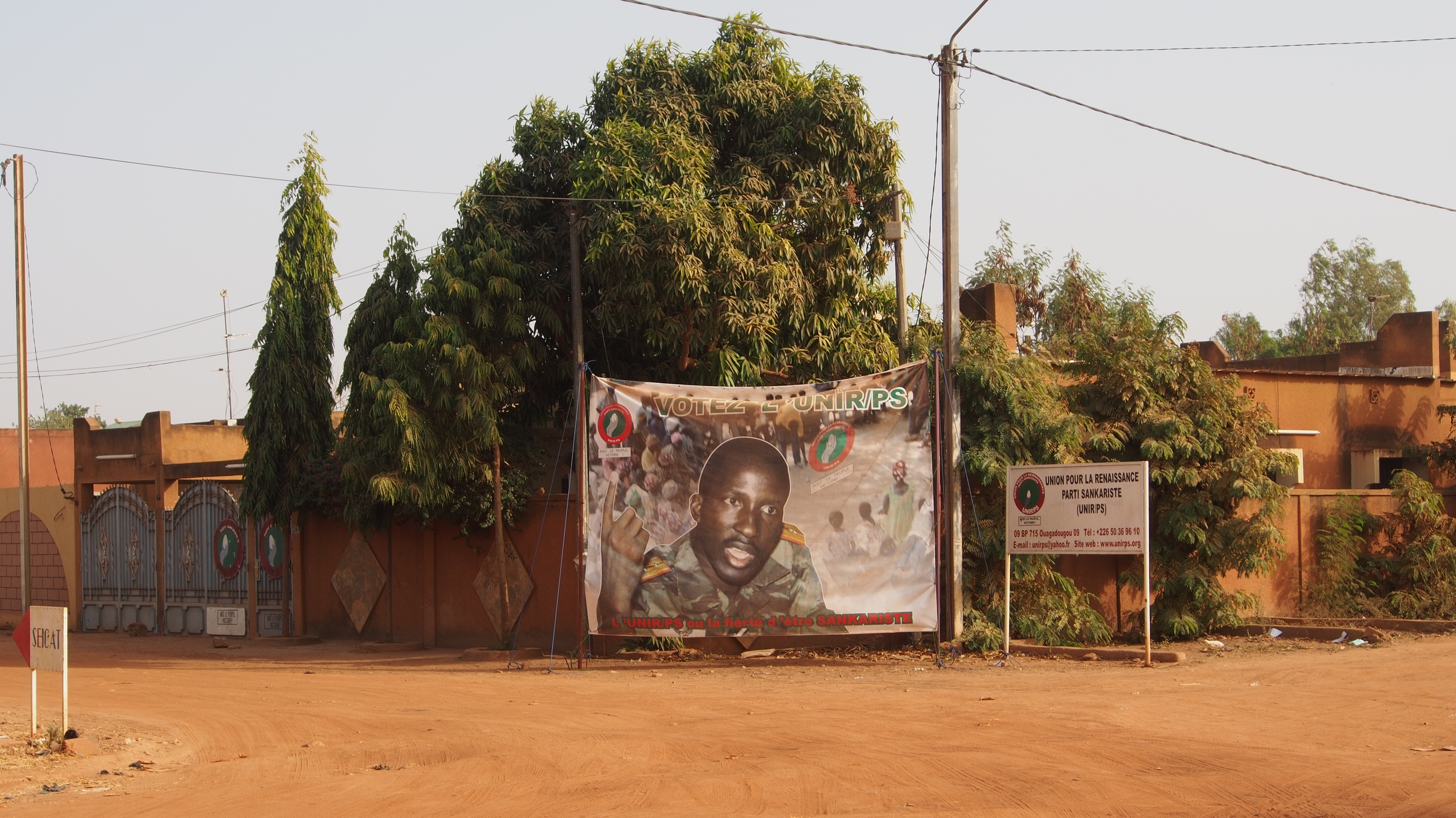
Affiche représentant Thomas Sankara devant le quartier général du Mouvement sankariste à Ouagadougou.

## Histoire
Initialement, il s'appelait Union pour la renaissance/Mouvement sankariste. En 2010, elle a pris son nom actuel après la fusion avec la Convention panafricaine sankariste.
Les 30 octobre et 1er novembre 2021, se déroule à la maison du peuple de Ouagadougou, le congrès de fusion des partis sankaristes :
- UNIR/PS, Union pour la renaissance/Parti sankariste
- URD/MS, Union pour la renaissance démocratique/Mouvement sankariste
- CPP FB, Convention des patriotes et progressistes Faso Baara
- PJD, Parti de la Justice et du Développement
- JSU, Jeunesse sankariste unie
- Fasokooz

ils forment le nouveau parti UNIR/MPS, Union pour la renaissance/Mouvement patriotique sankariste dirigé par Bénéwendé Sankara.

## Résultats électoraux

### Législatives
Le parti présente des candidats aux élections législatives de 2002 à 2020.
| Année | Voix    | %    | Représentation | Rang |
| 2002  | 42 599  | 2,45 | 3 / 111        | 7e   |
| 2007  | 90 705  | 3,89 | 4 / 111        | 4e   |
| 2012  | 131 592 | 4,36 | 4 / 111        | 4e   |
| 2015  | 118 662 | 3,76 | 5 / 150        | 4e   |
| 2020  | 68 727  | 2,45 | 5 / 150        | 5e   |